# Schuttrange
Schuttrange (luxembourgsk: Schëtter tysk: Schüttringen) er en kommune og et byområde i storhertugdømmet Luxembourg. Kommunen, som har et areal på 16,10 km², ligger i kantonen Luxembourg i distriktet Luxembourg. I 2005 havde kommunen 3.291 indbyggere. 
49°37′15″N 6°16′20″Ø / 49.6208°N 6.2722°Ø